# U.S. Route 45
U.S. Route 45 (ou U.S. Highway 45) é uma autoestrada dos Estados Unidos.
Faz a ligação do Norte para o Sul. A U.S. Route 45 foi construída em 1926 e tem 1 297 milhas (2 087 km).

## Principais ligações
Interstate 20 em Meridian

 Interstate 40 em Jackson

 Interstate 74 em Urbana

 Interstate 80 perto de Tinley Park

 Interstate 55 perto de Chicago

 Interstate 43/Interstate 94 em Milwaukee